# Mineulykken i Chile 2010
Mineulykken i Chile 2010 er en nedstyrtningsulykke, der skete i en guld- og kobbermine i Atacamaørkenen i det nordlige Chile den 5. august 2010, da en mine beliggende 80 km fra Copiapó i det nordlige Chile kollapsede. 33 minearbejdere blev derved indespærret ca. 700 m under jorden, og de blev reddet ud den 13. oktober, 69 dage senere. De satte ny verdensrekord i tid for indespærring i en mine.

## Redningsaktionen
Redningsaktionen blev påbegyndt i slutningen af august og dengang ventes den at vare 3-4 måneder.
Den 9. oktober 2010 kl. 14 dansk tid lykkedes det at få et bor 624 meter ned i jorden. Minearbejderne skulle op til overfladen. I forbindelse med redningsaktionen tog fire redningsfolk ned i minen for at assistere de indespærrede arbejdere. Der udspandt sig en interessant diskussion om rækkefølgen af evakueringen, hvor man valgte først at hente fire af de arbejdere op, der var i bedst fysisk form, efterfulgt af ti af de mest svage efter de næsten ti ugers indespærring. Den første, der kom op til overfladen, var den 31-årige næstkommanderende fra holdet, Florencio Avalos, mens den sidste efter planen bliver den 54-årige leder af holdet, Luis Urzua.

## Retslige efterspil
Pårørende til en af de indespærrede minearbejdere vil lægge sag an mod minens ejere og mod regeringens inspektører for at tillade at minen blev genåbnet i 2008, efter at den tidligere var blevet lukket pga. en ulykke. De pårørende tvivler på, at myndighederne har kontrolleret minens sikkerhed tilstrækkeligt.
Den chilenske kongres har indledt en undersøgelse og Chiles præsident Sebastián Piñera lover, at de ansvarlige vil blive straffet, hvis det kan påvises, at der er nogle, der har svigtet deres ansvar.